# Tonka Wojahn

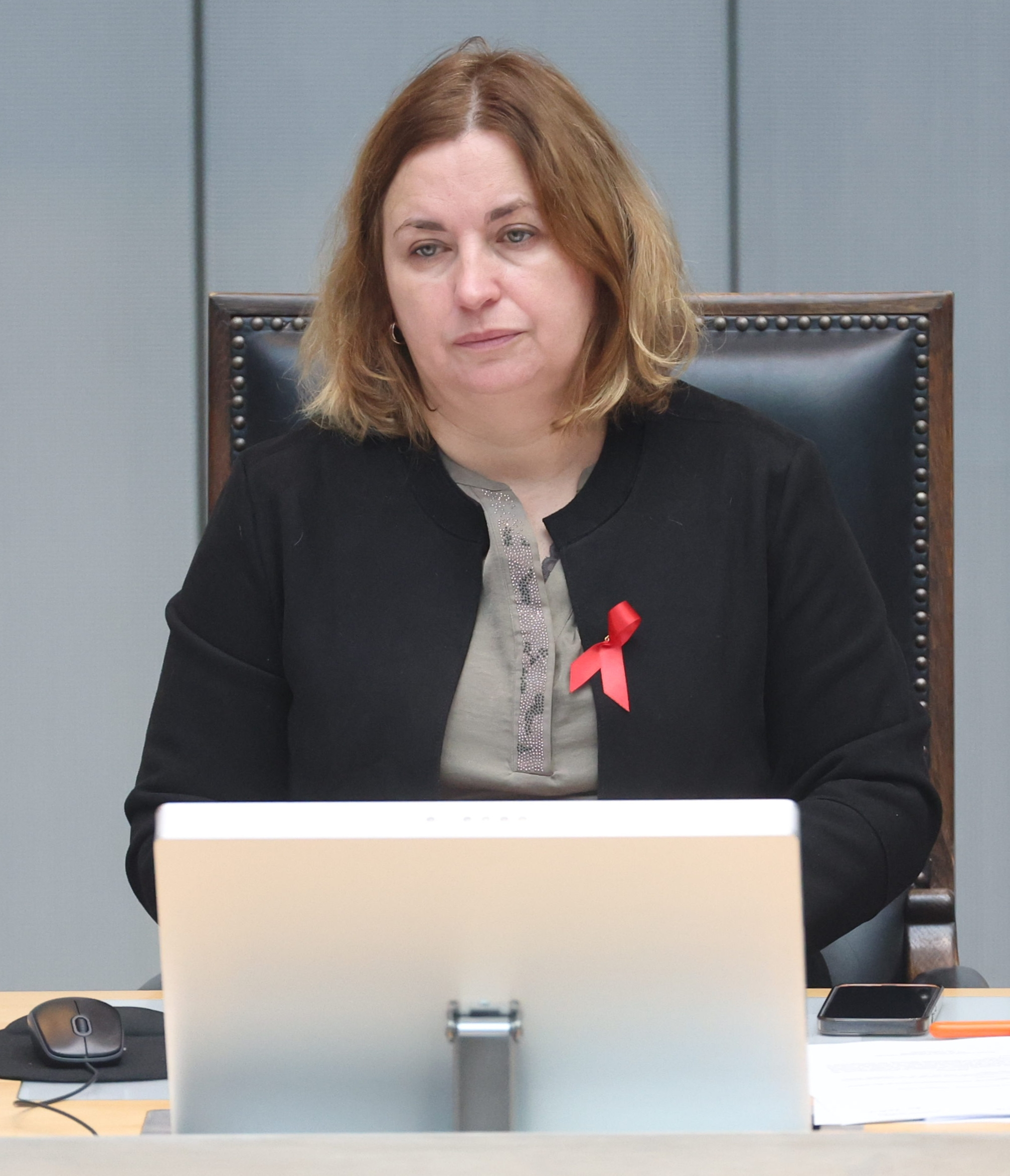
Tonka Wojahn (2024)

Tonka Wojahn (* 1975 in Chaskowo, Bulgarien) ist eine deutsche Politikerin (Bündnis 90/Die Grünen). Seit 2023 ist sie Mitglied des Abgeordnetenhauses von Berlin. Seit Juni 2024 sitzt sie dort im Präsidium. 

## Leben
Wojahn wuchs in Bulgarien auf und kam 1997 wegen ihres Studiums nach Berlin. 2005 schloss sie ihr Studium der Philologie und Politikwissenschaft ab. Von 2000 bis 2018 war sie als Übersetzerin und Referentin im Wissenschaftsmanagement tätig. Von 2019 bis 2021 war sie als wissenschaftliche Mitarbeiterin von Sabine Bangert, Mitglied des Berliner Abgeordnetenhauses, tätig.

## Politik
Wojahn ist seit 2009 Mitglied von Bündnis 90/Die Grünen. Von 2011 bis 2021 war sie Mitglied der Bezirksverordnetenversammlung von Steglitz-Zehlendorf, ab 2017 als Vorsitzende der Grünen-Fraktion. Von 2014 bis 2017 war sie Vorsitzende des Grünen-Kreisverbands Steglitz-Zehlendorf.
Wojahn trat bei der Abgeordnetenhauswahl 2016 im Wahlkreis Steglitz-Zehlendorf 3 sowie bei den Abgeordnetenhauswahlen 2021 und 2023 im Wahlkreis Steglitz-Zehlendorf 2 an. Nachdem sie bei den Wahlen 2016 und 2021 den Einzug ins Berliner Landesparlament verpasst hatte, zog sie 2023 über die Landesliste ins Abgeordnetenhaus ein.